# Valerián Abakovski
Valerián Ivánovich Abakovski (en ruso: Валериа́н Ива́нович Абако́вский; en letón: Valerians Abakovskis) (5 de octubre de 1895-24 de julio de 1921) fue un inventor ruso, conocido por diseñar y construir el Aerovagón, un tipo de automotor experimental que alcanzaba grandes velocidades impulsado por una hélice de aviación. Falleció a los 25 años de edad a consecuencia del descarrilamiento de su automotor durante un viaje de pruebas. 

## Semblanza
De origen letón, Abakovski nació en Riga el 5 de octubre de 1895. A pesar de ser un inventor de talento,  trabajaba como chófer de la checa (policía política) de la ciudad de Tambov.
El Aerovagón
El invento por el que se recuerda a Abakovski es el Aerovagón, un ferrocarril automotor experimental de alta velocidad impulsado por la hélice de un motor de aviación. Su cometido original era ser utilizado en los viajes de los funcionarios soviéticos.
Accidente mortal
El 24 de julio de 1921, un grupo de comunistas dirigido por Fiodor Serguéiev tomó el Aerovagón en un viaje de pruebas entre Moscú y las minas de carbón de Tula. Abakovski estaba también a bordo. A pesar de que llegaron sin problemas a Tula, en la ruta de regreso a Moscú el Aerovagón descarriló cuando circulaba a gran velocidad, resultando muertas en el siniestro, seis de las 22 personas que estaban a bordo:
- John Freeman
- Oskar Heilbrich
- John William Hewlett
- Fiodor Serguéiev (Artyom)
- Otto Strupat
- El propio Abakovski, con 25 años de edad.

Los seis fueron enterrados en la Necrópolis de la Muralla del Kremlin.